# Rina Akter
Rina Akter (nascida c. 1988, em Bangladesh ) é uma profissional do sexo de Bangladesh que se tornou humanitária. Ela foi reconhecida como uma das 100 mulheres da BBC em 2020 por seu trabalho, quando organizava 400 refeições por dia durante a pandemia de COVID-19 para trabalhadoras sexuais desempregadas de Daca, capital de Bangladesh.

## Vida
Rina Akter nasceu em Bangladesh por volta de 1988. Sua família a deixou ir trabalhar como empregada doméstica. Os intermediários, entretanto, a venderam para um prostíbulo quando ela tinha oito ou dez anos. Ela trabalhou entre as profissionais do sexo em Daca, capital de Bangladesh. A organização da qual ela fazia parte chamava-se Durjoy Nari Sangha e, depois de um tempo, ela se juntou à organização Lighthouse. Existe um centro de acolhimento onde os trabalhadores podem receber apoio, incluindo aconselhamento jurídico e de saúde e, quando necessário, podem obter ajuda com nascimentos e funerais.
Seu trabalho tornou-se inestimável durante a pandemia de Covid, quando as profissionais do sexo de Daca estavam morrendo de fome. Devido ao medo de infecção, as profissionais do sexo perderam seus clientes. Algumas tinham algumas economias, mas muitas não tinham nenhuma e, quando os prostíbulos (classificados como locais de entretenimento) fecharam, muitas de suas trabalhadoras tentaram trabalhar nas ruas, o que criou mais concorrência e aumentou os riscos à saúde dos envolvidos. Exames de saúde de rotina para HIV/AIDS ficaram indisponíveis devido a restrições. As restrições nacionais exigiam distanciamento social e as trabalhadoras não recebiam comida ou assistência. Com a ajuda de outras pessoas e ONGs Rina Akter organiza 400 refeições por dia para essas mulheres.
Rina Akter estava tentando organizar aulas de costura para profissionais do sexo mais velhas, para que pudessem encontrar trabalho remunerado como alternativa à mendicância por ajuda.

## Reconhecimento
Em 2020, Rina Akter foi indicada pela BBC como uma das 100 mulheres mais inspiradoras do mundo. A outra mulher de Bangladesh na lista era a professora Rima Sultana Rimu, que ensinava refugiados da etnia ruainga.